# Modelo científico-práctico
El Modelo científico-práctico, también llamado Modelo Boulder, es un modelo de entrenamiento para los programas de posgrado que aspiran a aplicar la psicología con una fundación de investigación y práctica científica. Fue desarrollado inicialmente para guiar la psicología clínica con programas de posgrado acreditados por la Asociación Americana de Psicología (APA).
David Shakow creó la primera versión del modelo y lo introdujo a su comunidad académica. Durante 1941 a 1949, Shakow presentó el modelo a varios comités donde se desarrolló más. El modelo cambio mínimamente de su versión original, ya que fue muy bien recibido en todas las conferencias. En la Conferencia de Boulder en 1949, se propuso este modelo de formación para los programas de posgrado clínicos donde recibió la acreditación de la comunidad psicológica y la Asociación Americana de Psicología.
El objetivo del modelo científico-profesional es aumentar el crecimiento científico dentro de la psicología clínica en los Estados Unidos. Hace un llamado a todos los programas de posgrado para participar y desarrollar la teoría psicológica, trabajo de campo y metodología de investigación. El modelo científico-profesional exhorta a los médicos a permitir la investigación empírica para influir en la práctica; y al mismo tiempo, permitir que sus experiencias durante la práctica puedan dar forma a sus futuros temas de investigación. Por lo tanto, en avance continuo, se perfecciona los paradigmas científicos de campo.

## Historia
Después de la Primera Guerra Mundial, los veteranos que regresaron reportaron una disminución de satisfacción con la vida después de estar en servicio. Esto se debió principalmente a la falta de psicólogos clínicos disponibles para tratar a las víctimas de la "neurosis de guerra" (ahora conocido como trastorno de estrés postraumático). En esos tiempos, la psicología era principalmente una disciplina académica, con solo unos cuantos miles de médicos ejerciendo su profesión. La Segunda Guerra Mundial también influyó en el desarrollo del modelo de Boulder, alimentando el crecimiento de la psicología clínica. Algunos psiquiatras en el ejército de Estados Unidos solicitaron la ayuda de los psicólogos para tratar "las bajas psicológicas y psiquiátricas que la guerra estaba produciendo" (p. 426).
Con el fin de aumentar la satisfacción de vida para los veteranos en la Segunda Guerra Mundial el gobierno federal aumentó los fondos para los programas de posgrado de psicología clínica y crea el GI Bill. Como resultado, después de la guerra, los programas de posgrado de Psicología florecieron con los solicitantes y los recursos. La popularidad del campo creció por la comunidad académica para establecer normas universales para la educación de los psicólogos graduados. A pesar de que el modelo no ha sido tan prominente en psicología organizacional, Campbell reconoció que, más tarde, el modelo influyó en la psicología I / O (vea página 447)

## Desarrollo
David Shakow es en gran parte responsable de las ideas y desarrollos del modelo de Boulder. El 3 de mayo de 1941, mientras que él era el jefe de psicólogos en el Hospital Estatal de Worcester, Shakow redactó su primer plan de formación para educar a los estudiantes de posgrado de psicología clínica durante una conferencia en el Instituto Psiquiátrico de Nueva York, que ahora se conoce como Asociación Americana de Shakow para Psicología Aplicada. En dicho reporte, Shakow describió un poco de una educación en 4 años:
- Primer año: Establecer una base fuerte de la psicología y otras ciencias apicadas
- Segundo año: Aprender los principios y las prácticas terapéuticas necesarias para tratar a los pacientes
- Tercer año: Realizar prácticas, ganar experiencia
- Cuarto año: Completar la tesis de investigación.

En general, el informe pretende ayudar a los estudiantes de posgrado clínico a perfeccionar sus habilidades para completar el diagnóstico, el tratamiento y la investigación científica. El informe fue aprobado y recomendado por la Asociación Americana de Psicología Aplicada (AAAP). Más adelante, la AAAP aceptó la recomendación y planeó una conferencia para abordar las directrices de formación para los programas de posgrado. Al año siguiente, la Conferencia Estatal de Pensilvania se mantuvo con 3 subcomisiones que contienen representantes de instituciones educativas, establecimientos de salud, y empresas / industrias. Estas medidas se tomaron para asegurar que el modelo final no fuera sesgado hacia la profesión de Shakow, aunque solo se hicieron pequeños cambios a su modelo original.
En 1944, se celebró una conferencia en la escuela de formación de Vineland para revaluar el informe de Shakow. Mientras tanto, una mayor demanda de psicólogos profesionales hicieron que el Servicio de Salud Pública de Estados Unidos (USPHS) y el veterano Administrativo (VA) aumentaran los fondos para los programas de postgrado de psicología clínica. Con más recursos a la mano, el presidente de la APA, Carl Rogers le pidió a David Shakow presidir la Comisión de Formación en Psicología Clínica (CTCP). Principalmente la responsabilidad de este comité era decidir sobre un modelo eficaz para la educación a nivel de postgrado.
El informe revisado de Shakow se publicó en el  Diario de Consultoría Psicológica  en 1945 titulado  Postgrado en prácticas de formación en Psicología . Shakow presentó su informe publicado en el CTCP y recibió críticas mínimas. Así, el comité presentó su informe a la APA para su aprobación. La APA aprobó el modelo de formación de Shakow y lo publicó en la  Psicología Americana  declarando que el programa para una próxima conferencia sería sobre los métodos de entrenamiento en programas de posgrado clínicos. En diciembre, el informe fue conocido como "El Informe Shakow".
Los miembros CTCP hacen visitas de campo y evaluaciones a universidades que tenían programas de posgrado clínicos. En una reunión conjunta del Servicio de Salud Pública y el CTCP, una conferencia de seis semanas fue sugerida para discutir las inconsistencias reportadas en los actuales programas de formación clínica. La conferencia sería patrocinada por la APA y se concedería 40.000 dólares en apoyo financiero por el Servicio de Salud Pública.
En enero de 1949, se celebró una reunión de planificación para la próxima conferencia en Chicago por miembros de la TCP y representantes de la junta directiva de la APA. Aquí, los detalles, incluyendo el nombre de la conferencia, los asistentes, y la ubicación se decidieron. El comité de planificación de 1949, acordó nombrar a la conferencia, La Conferencia de Boulder en Educación Graduado en Psicología Clínica, e invitó a los participantes de una variedad de disciplinas. La conferencia se celebrará en la Universidad de Colorado en Boulder, lo que permite a los participantes que asisten a proceder con la reunión anual de la APA programada en Denver.

## Conferencia Boulder
La Conferencia Boulder se realizó del 20 de agosto al 3 de septiembre en 1949. Un total de 73 miembros del comité asistieron a la conferencia en representación de los campos de la psicología académica y aplicada, la medicina y disciplinas educativas. El objetivo de esta conferencia fue ponerse de acuerdo sobre un plan de formación estándar para los psicólogos clínicos. El Informe Shakow estaba en la agenda, y fue recibido con un apoyo unánime. Debido a este consenso el informe Shakow ahora se conoce como el Modelo de Boulder.
Este modelo tiene como objetivo enseñar a los estudiantes de posgrado clínicos a adherirse al método científico y ejecutar sus prácticas aplicadas. Para dominar estas técnicas, el modelo de estudiantes que se gradúan deben asistir a seminarios y conferencias para fortalecer su formación en psicología, completar el trabajo de campo supervisado, y la formación en investigación. En última instancia, la mayoría de los psicólogos se especializan en la academia de investigación o práctica aplicada, pero este modelo sostiene que al tener conocimientos suficientes en todo el campo mejorará la capacidad de un psicólogo para realizar su especialidad.

## Críticas
A pesar del éxito obtenido con el Modelo Boulder en estudiantes de postgrado en psicología, se reunió con las crecientes críticas tras su entrega en 1949. El debate sobre el modelo Boulder constó alrededor de dos críticas:
- El Modelo de Boulder carece de validez, lo que significa que el modelo de Boulder en realidad no ayuda a los estudiantes graduados a ser mejores científicos y profesionales.
- Las habilidades necesarias para la práctica en psicología clínica en comparación con las que se necesitan para la investigación no son compatibles. Esto podría conducir a los estudiantes brillantes que deseen enfocar su grado alrededor de sus fortalezas e intereses[7]

Las críticas continuaron acumulándose hasta 1965 en la Conferencia de Chicago. Aquí, se recomendó que los programas de postgrado clínico reestructuraran sus métodos de entrenamiento para los estudiantes que querían centrarse en sus carreras y en las prácticas aplicadas. Esta idea fue reforzada por el Comité de Clark en 1967. El comité desarrolló el modelo profesional orientado a los programas de posgrado clínicos, y lo presentó en la Conferencia de Vail en 1973. Este modelo fue aceptado fácilmente a convivir con el Modelo de Boulder que todavía se utiliza por muchos programas actuales de postgrado de psicología.

## Principios básicos
Los principios básicos incluidos en el actual modelo Boulder:
- Dar una evaluación psicológica, pruebas, y la intervención de acuerdo con protocolos basados en la ciencia
- El acceso y la integración de los hallazgos científicos para tomar decisiones médicas informadas para pacientes
- Cuestionar y probar hipótesis que son relevantes para la asistencia sanitaria actual;
- Construir y mantener relaciones interdisciplinarias eficaces con profesionales de otros campos
- Formación basada en la investigación y el apoyo a otras profesiones de la salud en el proceso de proporcionar atención psicológica;
- Contribuir a la investigación y el desarrollo basado en la práctica para mejorar la calidad de la atención de la salud..

## Otras lecturas
- Hayes, S. C., Barlow, D. H., & Nelson-Gray, R. O. 1999. The scientist practitioner research and accountability in the age of managed care (2nd ed.). Boston: Allyn & Bacon.
- Soldz, S., & McCullough, L. (eds.) 1999. Reconciling empirical knowledge and clinical experience: The art and science of psychotherapy. Washington, DC: American Psychological Association.